# Otoya Yamaguchi
Otoya Yamaguchi (山口二矢, Yamaguchi Otoya, Tóquio, 22 de fevereiro de 1943 – Tóquio, 2 de novembro de 1960) foi japonês membro de um grupo de direita Uyoku dantai, que matou o líder socialista Inejiro Asanuma com uma wakizashi enquanto discursava em rede nacional em 12 de outubro de 1960.
Otoya Yamaguchi morreu no dia 2 de novembro de 1960, três semanas após assassinar Inejiro Asanuma, ele cometeu suicídio se enforcando com lençóis dentro de sua cela. Antes de se matar ele deixou uma mensagem escrita com pasta de dente e água na parede de sua cela.
A mensagem dizia:
“Sete vidas pelo meu país. Dez mil anos para Sua Majestade Imperial, o Imperador!"